# Grå påfågelfasan
Grå påfågelfasan (Polyplectron bicalcaratum) är en asiatisk hönsfågel i familjen fasanfåglar med vid utbredning från Indien till Vietnam.

## Utseende
Grå påfågelfasan är en gråaktig hönsfågel som uppvisar tydlig storleksskillnad mellan könen, med kroppslängden för hanen 56–76 cm och för honan 48–55 cm. Hanen har tydliga lila och gröna ögonformade fläckar, framför allt på vingtäckare och stjärt. Stjärten är lång och bred. På huvudet syns en kort, framåtriktad tofs. Den mindre honan har kortare stjärt med mindre och mer färglösa ögonfläckar.
Liknande hainanpåfågelfasanen (P. katsumatae), tidigare behandlad som en underart, är brunare, med utbredd och rödfärgad bar hud i ansiktet (ej smutsgrått till blekgul), avsakad av förlängda hjässfjädrar, prydligare armorerad fjäderdräkt samt mörkare hjässa.

## Utbredning och systematik
Grå påfågelfasan förekommer från nordöstra Indien och Bhutan österut till sydligaste Kina och söderut till norra delen av Malackahalvön, centrala Laos och centrala Vietnam. Hainanpåfågelfasanen (P. katsumatae) behandlades tidigare som underart till grå påfågel. 

## Status och hot
Arten har ett stort utbredningsområde och en stor population, men tros minska i antal, dock inte tillräckligt kraftigt för att den ska betraktas som hotad. Internationella naturvårdsunionen IUCN kategoriserar därför arten som livskraftig (LC).